# Piotr Gruszka (piłkarz)
Piotr Gruszka (ur. 10 listopada 1971 w Krakowie) – polski piłkarz występujący na pozycji pomocnika i trener.

## Kariera klubowa
Jest wychowankiem Cracovii, w której występował do 1994 roku, z roczną przerwą na grę w Wawelu Kraków w sezonie 1992/93. W 1994 roku został zawodnikiem Górnika Zabrze, w którego barwach przez kolejne cztery lata rozegrał 78 spotkań ligowych i zdobył 7 bramek. W 1998 roku trafił do Dyskobolii Grodzisk Wielkopolski. Po roku przeszedł do Polonii Bytom, a po połowie sezonu odszedł do MKS Myszków. W 2000 roku na jeden sezon powrócił do Cracovii. Następnie przez osiem lat był zawodnikiem Górnika Wieliczka. Wiosną sezonu 2009/10 podpisał kontrakt z Czarnymi Staniątki.

## Kariera trenerska
Na początku 2010 roku objął stanowisko grającego trenera Czarnych Staniątki. Drużyna w wyniku likwidacji VI ligi spadła do klasy A, po rocznym pobycie awansowała do V ligi krakowskiej, następnie do IV ligi krakowsko-wadowickiej, a w sezonie 2013/14 występowała w V lidze krakowskiej.
Gruszka w 2014 zakończył karierę piłkarską, lecz nadal piastował funkcję trenera Czarnych. Pod jego wodzą Czarni Staniątki ustanowili rekord 41 meczów bez porażki.